# Санборн (Северна Дакота)
Санборн (енгл. Sanborn) град је у америчкој савезној држави Северна Дакота.

## Демографија
По попису из 2010. године број становника је 192, што је 2 (-1,0%) становника мање него 2000. године.
| Група             | 2000.       | 2010.       |
| Белци             | 190 (97,9%) | 190 (99,0%) |
| Афроамериканци    | 2 (1,0%)    | 0 (0,0%)    |
| Азијати           | 0 (0,0%)    | 0 (0,0%)    |
| Хиспаноамериканци | 0 (0,0%)    | 0 (0,0%)    |
| Укупно            | 194         | 192         |